# Matética
La matética es una de las ramas de la didáctica en las que Juan Amos Comenio, considerado el padre de la didáctica, dividió los contenidos de su obra Didáctica Magna (1626-32). El propósito de la misma era encontrar un método de validez universal para la enseñanza de todos los saberes.
Comenio dividió la didáctica en matética, sistemática y metódica. De acuerdo con su propuesta, la matética es la rama de la didáctica que se dedica al estudio del aprendiz y su contexto intelectual y espistemologico; la sistemática se refiere a las materias de estudio y a las metas a alcanzar y, por último, la metódica se encarga del arte de enseñar.
En fechas más recientes, el profesor Seymour Papert, creador del lenguaje de programación LOGO, volvió a utilizar la palabra matética para referirse al proceso de aprendizaje heurístico en el campo de las matemáticas.
- Datos: Q1420638